# اشعث بن قیس
ابو محمد معدی کرب بن قیس بن معدی کرب از تیره حارث بن معاویه و بزرگ قبیله کنده در حضرموت بود. وی ملقب به اشعث است که به معنای ژولیده مو می‌باشد. بعضی جاها به وی لقب اشج (شکسته پیشانی) و عرف النار (به معنای خائن) داده‌اند. همچنین او پدر محمد بن اشعث و جعده، همسر حسن بن علی بوده است.

## دوران جوانی و زمان محمد
اشعث پیش از اسلام خودش و اجدادش یهودی بودند، در سال‌های جوانی وی به قبیله مراد که پدرش را کشته بودند حمله کرد، اما اسیر شده و مجبور به پرداخت ۳۰۰۰ شتر به عنوان فدیه گردید. در سال ۱۰ هجری/۶۳۱ میلادی او سرکرده گروهی بود که برای تسلیم بخشی از قبیله کَنده در مدینه به محمد، مأموریت یافته بودند. قرار بود خواهر أشْعَث به نام قُتَیْلَة به ازدواج محمد در آید، اما پیش از آنکه قتیله به مدینه بیاید، محمد درگذشت.

## دوران خلافت ابوبکر
بعد از درگذشت محمد، اشعث به همراه قبیله‌اش شورش کرده و مسلمانان آنان را در قلعه نَجیر، محاصره نمودند. نقل است که اشعث شرط تسلیم قلعه را به در امان بودن خود و ۹ نفر دیگر گذاشت، اما از نوشتن نامش در عهدنامه تسلیم سرباز زده و به این ترتیب از اعدام رهایی یافت و به مدینه فرستاده شد و ابوبکر نه تنها وی را بخشید بلکه خواهرش اُمِّ فَروَه (قریبه) را به ازدواج اشعث درآورد. اما برخی روایات حاکی از آنند که این ازدواج باید در زمان نمایندگی اشعث از سوی محمد صورت گرفته باشد.

## دوران خلافت عمر و عثمان
اشعث در غزای شام حضور داشت و بینایی یکی از چشمانش را در جنگ یرموک از دست داد. پس از ابوعُبَیْدة، اشعث و قبیله اش را به نزد سَعْد بن ابی وَقّاص در قادسیه فرستاد و اشعث در آن جا فرمانده سپاهی بود که شمال عراق را تصرف کرد.
اشعث و قبیله اش در کوفه اقامت کردند و وی در سال ۲۶ هجری/۷–۶۴۶ میلادی، در لشکر کشی به سمت آذربایجان حضور داشت. وی مسئولیت اسکان و ثبت نام اعراب در آذربایجان را بر عهده داشت و به آنان فرمان داد تا ایرانیان را به دین اسلام دعوت کنند.

## دوران خلافت علی و حسن
اشعث در زمان خلافت علی، مدتی والی آذربایجان بود و مسجدی در اردبیل بنا نمود. همچنین وی مردان قبیله اش کنده را در منطقه سراب آذربایجان اسکان داد.
اشعث در جنگ صفین، چه در جنگیدن و چه در مذاکرات حکمیت نقش مؤثری داشت و از کسانی بود که علی را مجبور به پذیرش حکمیت و انتخاب ابوموسی اشعری به عنوان حکم اهالی عراق نمود. بر همین اساس روایات شیعی وی را «یک خیانت کار دیرینه» قلمداد می‌کنند. اشعث که قدرتمندترین رهبر قبیله‌ای کوفه بود، بر پایهٔ روایت‌ها، به علی گفت که اگر پیشنهاد صلح را نپذیری، یک نفر هم از قبیلهٔ من برای تو نخواهد جنگید. وی همچنین به عنوان پیک علی به سوی معاویه رفت تا از قصدش برای به قرآن کردن نیزه‌ها آگاه شود. در خلال شکل‌گیری حکمیت، اشعث آرزو داشت که بلاتکلیفی بین علی و معاویه طولانی شود تا بتواند از قدرت علی جلوگیری کرده و نفوذ گذشته خود را دوباره بدست آورد.
اشعث بن قیس کسی است که علی بن ابی طالب بر فراز منبر او را منافق پسر کافر خطاب کرده است و نشان می‌دهد که از نظر علی بن ابی طالب، اشعث منافق بوده است، ضمن اینکه در ادامه خطاب به اشعث چنین گفته است: «به خدا سوگند یک بار در زمان کفر اسیر شدی و بار دیگر در اسلام، و در هر مرتبه نه ثروتت تو را سودی داد و نه تبارت به دادت رسید. مردی که عشیره خود را به دم شمشیر بسپارد، و مرگ را به سوی آنان کشاند حق اوست نزدیکانش با او دشمنی ورزند، و بیگانگان از او ایمن نباشند.»

### اشعث بن قیس و توطئه کشتن علی
بسیاری از منابع می‌گویند وی از نقشه کشتن علی خبر داشته و ابن ملجم شب واقعه را در مسجد اعظم در حال مشاوره با وی به سر می‌برده است. در هنگام سحر، اشعث به ابن ملجم علامتی نشان داد که حُجْر بنِ عُدَی آن را شنید و از آن توطئه‌ای حس کرد و قصد داشت به علی اطلاع دهد، اما دیر رسید. اشعث به ابن ملجم رسیدن سحر را خبر داد که منابع شیعی آن را نشانه‌ای از تشویق وی برای کشتن علی می‌دانند. روایاتی دیگر می‌گویند که اشعث در خانه‌اش با ابن ملجم گفتگو کرده نه مسجد و حجر بعد از کشته شدن علی به اشعث می‌گفت که در اصل تو قاتل علی بودی. بر طبق نقل یعقوبی، ابن ملجم یک ماه در خانه اشعث بود و شمشیرش را تیز می‌کرد. مسعودی روایتی متفاوت با دیگر منابع دارد که حاکی از آن است که وقتی اشعث از نقشه ابن ملجم آگاه شد، وی را سرزنش نمود. ابوالعباس مبرد نیز می‌گوید که اشعث نقشه کشتن را به علی اطلاع داد اما علی در پاسخ گفت که ابن ملجم هنوز وی را نکشته است و بنابراین نمی‌تواند وی را بکشد؛ بنابراین روایات از اشعث تصاویری مختلف از یک توطئه چی قتل علی تا یک یار وفادار به او، ارائه می‌دهند.
اشعث در سال ۴۰ هجری/۶۶۱ میلادی در زمان خلافت حسن بن علی در کوفه درگذشت.

## همسر و فرزندان
اشعث با ام فروه خواهر ابوبکر (دختر ابی‌قحافه) ازدواج کرد، حاصل این چند فرزند بود، از جمله دختری به نامه جعده و دو پسر به نام‌های محمد و قیس.
جعده دختر اشعث بود که با حسن (امام دوم شیعه) ازدواج کرد و نهایت او را با سم به قتل رساند.
محمد پسر اشعث بود که نقش اصلی را در اسیر شدن مسلم بن عقیل در کوفه ایفا کرد و در درگیری مسلم با سربازان عبیدالله بن زیاد نقش فرماندهی را بر عهده داشت. فرزند محمد، یعنی عبدالرحمن بن محمد بن اشعث کسی بود که محل اختفای مسلم را متوجه شد و آن را به عبیدالله بن زیاد خبر داد.
قیس پسر دیگر اشعث بود و از کسانی بود که به حسین بن علی نامه نوشت و او را به کوفه دعوت کرد، اما پس از تسلط عبیدالله بن زیاد به او پیوست و در واقعه کربلا از فرماندهان سپاه عمر سعد بود و پس از کشته شدن حسین بن علی، قطیفه (جامه پرزدار ـ روپوش) خز او را ربود؛ پس از آنکه سرهای کشته شدگان سپاه حسین بن علی را از تن جدا کردند و به کوفه نزد عبیدالله بن زیاد بردند. قبیله کنده به ریاست قیس بن اشعث، ۱۳ سر را حمل می‌کردند.
از جعفر صادق امام ششم شیعیان نقل شده است که اشعث بن قیس در قتل علی بن ابی‌طالب شریک است و دخترش جعده، حسن بن علی را مسموم کرد و محمد پسر اشعث نیز در کشته شدن حسین بن علی شرکت داشت.

## در کتاب و رسانه
اشعث در کتاب پس از بیست سال نوشته سلمان کدیور حضور دارد، دوره ای که در این کتاب مورد بررسی است زندگی اشعث در عصر خلافت علوی و علی‌الخصوص نقش او در جنگ صفین است.
| بازیگر            | نوع اثر          | نام اثر        | سال تولید |
| ----------------- | ---------------- | -------------- | --------- |
| انوشیروان ارجمند  | سریال            | امام علی       | ۱۳۷۰–۱۳۷۵ |
| جمشید جهانزاده    | سریال/ تله تئاتر | علی شیر خدا    |           |
| سیروس ابراهیم‌زاده | سریال            | تنهاترین سردار | ۱۳۷۵      |